# Хьюз, Сара (фигуристка)
Са́ра Эли́забет Хьюз (англ. Sarah Elizabeth Hughes; род. 2 мая 1985, Грейт-Нек, Нью-Йорк) — американская фигуристка, чемпионка Олимпийских игр 2002 года и бронзовый призёр чемпионата мира по фигурному катанию 2001 года. Младшая сестра Сары Эмили также является фигуристкой-одиночницей.

## Биография
Хьюз родилась в городке Грейт-Нек, штат Нью-Йорк. Её отец, Джон Хьюз, — канадец ирландского происхождения, был капитаном хоккейной команды Корнеллского университета (чемпион Национальной университетской спортивной ассоциации 1969-70 годов). Её мать, Эми Пастернак, еврейского происхождения. Она перенесла рак молочной железы, что подтолкнуло дочь начать заниматься проблемами рака груди. Сара даже снялась в рекламе Дженерал Электрик, посвящённой данной теме. Хьюз заявляет:
Я всегда говорила, что если смогу убедить хотя бы одного человека пойти на маммографию, я пойму, что чего-то добилась.
В число интересов девушки входит и программа поддержки фигурного катания в Гарлеме, включающая проведение свободных уроков катания на коньках и академического обучения девочек в Гарлемском сообществе в Нью-Йорке. Хьюз участвует в этой программе на протяжении более десяти лет.
Сара четвёртая из шести детей. Одна из её младших сестёр Эмили также занимается фигурным катанием и принимала участие в Олимпийских играх 2006 года.

## Карьера
Сара Хьюз встала на коньки в 3 года и вплоть до своего первого чемпионата мира по фигурному катанию среди юниоров тренировалась под руководством Патти Джонсон.
Первый юниорский титул Сара завоевала в чемпионате США по фигурному катанию 1998 (сезон 1997-98). В следующем сезоне девушка участвовала в юниорском Гран-при по фигурному катанию, выиграв серебряную медаль финала Гран-при 1998—1999 и получив аналогичную награду чемпионата мира по фигурному катанию среди юниоров 1999 года. На национальном чемпионате по фигурному катанию 1999 года, проходившем сразу после юниорского чемпионата мира, Хьюз поднялась на 4-е место. Это был её дебют во взрослых соревнованиях.
По итогам чемпионата США были отобраны 3 спортсменки для участия в мировом Чемпионате 1999 года. Однако серебряный призёр Наоми Нэри Нам не смогла войти в сборную страны для участия в чемпионате мира из-за своего юного возраста. Сара Хьюз также не проходила в сборную по возрастным ограничениям. Но по правилам ИСУ Хьюз, как серебряный призёр чемпионата мира среди юниоров 1999 года, проходившего в ноябре 1998 года, получила возможность участвовать в чемпионате мира. По итогам чемпионата Сара заняла 7-е место.
В сезоне 1999—2000 гг. Сара Хьюз дебютировала на соревнованиях Гран-при, выиграв бронзовую медаль французского этапа Trophée Lalique 1999, завоевала серебряную медаль внутреннего чемпионата США и поднялась на 5-е место чемпионата мира.
Сезон 2000—2001 гг. принёс фигуристке 3 медали этапов кубка Гран-при и бронзу финала Гран-при. Кроме того, Сара стала серебряным призёром чемпионата США 2001 года и бронзовым медалистом чемпионата мира того же года.
В сезоне 2001—2002 гг. Хьюз снова участвовала в Гран-при, выиграв этап Skate Canada 2001 и заняв 2-е места в двух других этапах соревнования. Сара получила и бронзу финала Гран-при второй раз за 2 сезона, а затем и бронзовую медаль чемпионата США 2002 года, отобравшись в сборную страны на зимние Олимпийские игры 2002 года.
За неделю до открытия Олимпиады 2002 Сара Хьюз появилась на обложке журнала «Time».
На Олимпийских играх 2002 Сара стала 4-й в короткой программе. В своей произвольной программе фигуристка выполнила 7 тройных прыжков, включая 2 каскада 3+3. Хьюз выиграла произвольную программу, обойдя всех соперниц, занимавших более высокие места после короткой программы, но не избежавших ошибок в произвольной. По итогам соревнований по сумме баллов девушка поднялась с 4-го на 1-е место и стала олимпийской чемпионкой.
После Олимпиады в честь фигуристки был проведён парад в её родном городе Грэйт Нек, а сенатор Хиллари Клинтон объявила день олимпийской победы Днём Сары Хьюз. Кроме того, девушка получила награду имени Джеймса Э. Салливэна как лучший спортсмен-любитель США.
Сара Хьюз не приняла участие в чемпионате мира по фигурному катанию 2002 года, но продолжила выступления в сезоне 2002—2003 гг. В тот период она выиграла серебряную медаль национального чемпионата 2003 года и заняла 6-е место на чемпионате мира 2003 года.
В 2003 году Хьюз поступила в Йельский университет. В 2004—2005 гг. взяла академический отпуск, чтобы кататься в профессиональном шоу фигуристов Smuckers Stars on Ice tour. В 2005 году Сара была включена в Международный еврейский спортивный зал славы. 25 мая 2009 года Саре Хьюз была присвоена степень бакалавра Йельского университете по специальности американская общественно-политическая деятельность.
Американским писателем Ричардом Кроиком была написана биография Сары Хьюз.

## Спортивные достижения
| Соревнование                    | 1997—1998 | 1998—1999 | 1999—2000 | 2000—2001 | 2001—2002 | 2002—2003 |
| ------------------------------- | --------- | --------- | --------- | --------- | --------- | --------- |
| Зимние Олимпийские игры         |           |           |           |           | 1         |           |
| Чемпионаты мира                 |           | 7         | 5         | 3         |           | 6         |
| Чемпионаты мира среди юниоров   |           | 2         |           |           |           |           |
| Чемпионаты США                  | 1 J.      | 4         | 3         | 2         | 3         | 2         |
| Финалы Гран-при                 |           |           |           | 3         | 3         |           |
| Skate America                   |           |           | 4         | 2         | 2         |           |
| Skate Canada                    |           |           |           |           | 1         |           |
| Trophee Lalique                 |           |           | 3         |           | 2         |           |
| Cup of Russia                   |           |           |           | 3         |           |           |
| Nations Cup                     |           |           |           | 2         |           |           |
| Vienna Cup                      |           |           | 1         |           |           |           |
| Финал Гран-при среди юниоров    |           | 2         |           |           |           |           |
| Гран-при среди юниоров, Венгрия |           | 2         |           |           |           |           |
| Гран-при среди юниоров, Мексика |           | 2         |           |           |           |           |